# Sam Stubbs
Sam Alan Stubbs (Liverpool, 20 november 1998) is een Engels voetballer die doorgaans als verdediger speelt. Hij is de zoon van oud-voetballer Alan Stubbs.

## Carrière
Sam Stubbs speelde in de jeugd van Everton FC en Wigan Athletic FC. Bij Wigan zat hij in het seizoen 2016/17 twee wedstrijden op de bank in het eerste elftal, maar debuteerde pas het seizoen erna. Dit was op 8 augustus 2017, in de met 2-1 gewonnen thuiswedstrijd tegen Blackpool FC in het toernooi om de EFL Cup. Hierna werd hij verhuurd aan Crewe Alexandra FC, wat een niveau lager in de League Two uitkwam. Hier speelde hij niet vaak, dus werd hij de tweede seizoenshelft aan AFC Fylde op nog een niveau lager verhuurd. In 2018 vertrok hij transfervrij van Wigan naar Middlesbrough FC. Hier speelde hij de eerste seizoenshelft van het seizoen 2018/19 in het tweede elftal, en werd de tweede seizoenshelft aan Notts County FC verhuurd. Het seizoen erna werd hij aan het Schotse Hamilton Academical FC verhuurd, waar hij voor het eerst wedstrijden op het hoogste niveau van een land speelde. In de winterstop werd hij teruggehaald door Middlesbrough, om hem aan ADO Den Haag te verhuren. Hij debuteerde voor ADO op 19 januari 2020, in de met 2-0 gewonnen thuiswedstrijd tegen RKC Waalwijk. Hij speelde acht wedstrijden voor de Residentieclub, voor de Eredivisie door de coronapandemie werd stopgezet. Hierna maakte hij de overstap van Middlesbrough naar Fleetwood Town FC. In januari 2021 ging hij naar Exeter City FC.

### Statistieken
| Seizoen                        | Club                     | Land           | Competitie      | Competitie | Competitie | Beker | Beker | Overig | Overig | Totaal | Totaal |
| Seizoen                        | Club                     | Land           | Competitie      | Wed.       | Dlp.       | Wed.  | Dlp.  | Wed.   | Dlp.   | Wed.   | Dlp.   |
| ------------------------------ | ------------------------ | -------------- | --------------- | ---------- | ---------- | ----- | ----- | ------ | ------ | ------ | ------ |
| 2016/17                        | Wigan Athletic FC        | Engeland       | Championship    | 0          | 0          | 0     | 0     | 0      | 0      | 0      | 0      |
| 2017/18                        | Wigan Athletic FC        | Engeland       | League One      | 0          | 0          | 0     | 0     | 1      | 0      | 1      | 0      |
| 2017/18                        | → Crewe Alexandra FC     | Engeland       | League Two      | 5          | 0          | 1     | 0     | 2      | 0      | 8      | 0      |
| 2017/18                        | → AFC Fylde              | Engeland       | National League | 7          | 0          | 0     | 0     | 0      | 0      | 7      | 0      |
| 2018/19                        | Middlesbrough FC         | Engeland       | Championship    | 0          | 0          | 0     | 0     | 0      | 0      | 0      | 0      |
| 2018/19                        | → Notts County FC        | Engeland       | League Two      | 17         | 0          | 0     | 0     | 0      | 0      | 17     | 0      |
| 2019/20                        | → Hamilton Academical FC | Schotland      | Premiership     | 19         | 0          | 0     | 0     | 1      | 0      | 20     | 0      |
| 2019/20                        | → ADO Den Haag           | Nederland      | Eredivisie      | 8          | 0          | 0     | 0     | –      | –      | 8      | 0      |
| 2020/21                        | Middlesbrough FC         | Engeland       | Championship    | 0          | 0          | 0     | 0     | 0      | 0      | 0      | 0      |
| 2020/21                        | Fleetwood Town FC        | Engeland       | League One      | 5          | 1          | 0     | 0     | 3      | 0      | 8      | 1      |
| Carrièretotaal                 | Carrièretotaal           | Carrièretotaal | Carrièretotaal  | 61         | 1          | 1     | 0     | 7      | 0      | 69     | 1      |
| Bijgewerkt op 21 november 2020 |                          |                |                 |            |            |       |       |        |        |        |        |